# Nothocremastus kotenkoi
Nothocremastus kotenkoi là một loài tò vò trong họ Ichneumonidae.